# Alan Wong
Alan Wong est un cuisinier et restaurateur américain.
Il est connu pour être avec Sam Choy l'un des cofondateurs de la nouvelle cuisine régionale hawaïenne en 1992. Celle-ci mêle traditions polynésiennes, influences orientales et techniques modernes.
Alan Wong est le propriétaire de quatre restaurants dont l'un se situe au Japon.
Il a également participé comme juge-invité à la seconde saison de l'émission culinaire de télé-réalité Top Chef, diffusée aux États-Unis sur le réseau de télévision Bravo TV et dans plusieurs pays du monde, dont la France.

## Biographie
Alan Wong étudie au Kapiolani Community College avant de commencer son apprentissage sur le continent. Il débute dans un célèbre restaurant américain, The Greenbrier Hotel, avant de travailler au restaurant Lutèce à New York où il est pris en main par le chef André Soltner. À l'issue de son expérience new-yorkaise, il ouvre en 1989 le restaurant The Canoe House Restaurant au Mauna Lani Resort, un hôtel de luxe situé sur la Kohala Coast (Île d'Hawaii).
Il y expérimente une version modernisée de la cuisine traditionnelle hawaïenne qui sera le prélude à la nouvelle cuisine régionale hawaïenne, mêlant saveurs locales, influences asiatiques et savoir-faire européen.
En 1994, le chef Wong est reconnu comme l'une des treize étoiles montantes d'Amérique en matière de gastronomie par le Robert Mondavi Winery. Cette distinction est suivie deux ans plus tard par le James Beard Award dans la catégorie : Best chef : Pacific northwest.
Il en est de même dans les médias : en 2001, le magazine Santé Magazine le nomme Chef de l'année, peu avant que la revue Gourmet magazine ne classe l'un de ses restaurants au numéro six sur une liste regroupant les cinquante meilleurs restaurants des États-Unis.
Dès 1995, Alan Wong ouvre son second restaurant : le Alan Wong’s Restaurant, situé à Honolulu. Celui-ci est un succès, s'attirant de nombreuses distinctions : nomination comme l'un des meilleurs restaurants sur le plan national par la James Beard Foundation ou encore obtention du Hale ’Aina Award, récompense décernée par le Honolulu magazine.
En 1999, il ouvre son troisième restaurant : The Pineapple Room by Alan Wong, situé au Ala Moana Shopping Center de Honolulu. L'année suivante, c'est au tour du restaurant Alan Wong’s Hawaii in Tokyo Disneyland d'ouvrir ses portes : c'est en 2008 le seul restaurant du chef Wong en dehors des frontières américaines.